# 張良伊
張良伊（1988年—），生於台灣，環保運動推動者，為台灣青年氣候聯盟創辦人之一。

## 生平
台大醫學院解剖學暨細胞生物學研究所碩士。
2009年，與國立清華大學學生代表團，至丹麥哥本哈根參與聯合國氣候變遷會議。
2010年，至墨西哥坎昆參與聯合國氣候變遷會議，在大會中提出亞洲青年提案。回台灣後，創辦台灣青年氣候聯盟。
2011年10月，成立環浪商號，以賣小農作物及咖啡為主。
2012年，獲約翰走路「Keep Walking 夢想資助計畫」得主。12月5日，第18屆聯合國氣候變遷綱要公約締約國大會(UNFCCC,COP18)在卡達首都杜哈舉行，張良伊參與聯合國青年組織YOUNGO青年代表選舉，成為聯合國官方選出的「南半球唯一代表」。外交部表示，因2009年參與哥本哈根UNFCCC活動時曾受中國代表阻攔的經驗，張良伊在此次大會以加拿大Green Club的名義報名參選，在國籍主動填寫「台灣，中國的一省」（Taiwan, Province of China），以爭取中國代表支持。因為涉及台灣國家定位問題，此舉在台灣引發爭議。
張良伊認為參選是為了讓世界看到台灣，也澄清他在11月30日填寫參選單，是以「台灣青年」身分參選；12月1日，投票單上他的國籍才被動被改為「Taiwan, Province of China」（台灣，中國一省），他強調更重要的是實質參與國際氣候議題的討論。
外交部認為此名稱不符合中華民國之外交政策，是當事者個人的決定，外交部表示遺憾。教育部長蔣偉寧表示鼓勵學生參與國際事務，但張良伊使用的名稱「完全不合適」，應優先選擇Republic of China、或奧會模式「中華台北」。12月17日，立法委員林郁方質詢外交部，要求全額取消對張良伊團隊的18萬元補助，外交部次長柯森耀表示，張良伊此舉不符合台灣外交政策，外交部已決定取消對張良伊本人的2萬元補助，其團隊中的隊友及指導老師如果也有涉及此事，也將一併取消。
12月18日，張良伊發出聲明再度澄清他申請的國籍是台灣，但遭到大會改為「Taiwan, Province of China」（台灣，中國一省），他曾發出三次信件要求大會更改，但沒有得到同意。國籍不是由他主動更改，也不是為了爭取中國代表支持才改動。他決定辭去台灣青年氣候聯盟理事長一職，同時也再度要求大會更正他的國籍，如果大會不同意，他將會放棄此次當選資格。外交部認同他的做法，但條法司副司長梁光中則認為，張良伊是以加拿大非政府組織的名義參加，加上當初是自行手寫的方式填寫「Taiwan, Province of China」，如果要外交部去函表達抗議，可能有困難。